# Unto the Locust
Unto the Locust ist das siebte Studioalbum der US-amerikanischen Metal-Band Machine Head. Es erschien am 23. September 2011 über Roadrunner Records und war sowohl das letzte Studioalbum für diese Plattenfirma und auch das letzte Album mit dem Bassisten Adam Duce.

## Entstehung

### Songwriting
Sänger und Gitarrist Robb Flynn begann bereits während der zahlreichen Tourneen für das Vorgängeralbum The Blackening mit dem Sammeln von Riffideen für das neue Album. Im November 2009 hatte die Band eine Tourpause von drei Monaten, die Flynn für das Songwriting nutzte. Mit den Resultaten war er nicht zufrieden. In einem Interview erklärte er, dass die ersten Ideen recht schlicht gehalten waren als Reaktion auf die langen, komplexen Lieder des Vorgängeralbums.
Im März 2010 hatte die Band eine erneute Tourpause von mehreren Monaten. Zwei Monate später nahm Flynn die Arbeit wieder auf und begann mit neuen Kompositionen. Zusammen mit dem Schlagzeuger Dave McClain begann Flynn mit Jamsessions im neu bezogenen Proberaum der Band. Dieser befand sich nach Aussage von Flynn in einem ziemlich chaotischen Zustand, da sich im Raum das Equipment stapelte und erst einmal Ordnung geschaffen werden musste.
In einem Interview erklärte Flynn, dass die neuen Lieder eine natürliche Weiterentwicklung gegenüber dem vorherigen Album darstellen.

„Bob Dylan hat mal einen weisen Satz gesagt: Musik findet oft von sich aus einen eigenen Weg. Das war auch meine Herangehensweise an Unto the Locust. Ich versuche nicht, Machine Head oder unseren ureigenen Sound zu verändern. Dennoch soll jedes Album neu, aufregend und anders sein.“

Erstmals arbeitete die Band mit einem Streichquartett zusammen. Die Idee dazu kam Flynn, als er das Lied Who We Are schrieb und auf einmal Kindergesang, eine Bratsche und ein Cello in seinem Kopf hörte. Den Kontakt zu dem Streichquartett stellte die Band Green Day her, die bei ihrem Album 21st Century Breakdown mit den gleichen Musikern gearbeitet hat. Laut Flynn bestand das Quartett aus vier Frauen, die von der Idee begeistert waren, mal auf einem Metal-Album mitzuspielen.

### Studioaufnahmen
Die Aufnahmen zu Unto the Locust fanden in den Jingletown-Studios in Oakland statt, das der Rockband Green Day gehört. Die Aufnahmen fanden in der Zeit vom 16. April bis Mitte Juni 2011 statt. Robb Flynn war wie schon bei den beiden vorangegangenen Alben als Produzent aktiv. Das Mastering übernahm Ted Jensen. Nach den ursprünglichen Planungen sollte Colin Richardson das Album abmischen. Er musste allerdings wegen eines Todesfalles in seiner Familie absagen. Juan Urteaga übernahm daraufhin das Abmischen in Zusammenarbeit mit Robb Flynn.
Für die Special Edition des Albums nahm die Band mit The Sentinel und Witch Hunt zwei Coverversionen auf. Die Originale stammen von Judas Priest bzw. Rush. Außerdem enthält die Special Edition eine Akustikversion des Liedes Darkness Within.

## Hintergrund
In dem Lied I Am Hell geht es um eine Pyromanin. Ursprünglich hatte der Gitarrist Phil Demmel die Idee, ein Lied über einen Pyromanen zu schreiben. Flynn konnte jedoch keinen passenden Text schreiben und beschäftigte sich zunächst mit dem Thema Pyromanie. Dabei fand er heraus, dass Männer eher aus Wut oder Rache Feuer legen, während Frauen aus enttäuschter Liebe handeln. Aufgrund dessen schrieb er den Text aus der Sicht einer Pyromanin.
Das Quasi-Titellied Locust (engl. für ‚Heuschrecke‘) ist laut Flynn eine Metapher für Menschen, die wie Heuschrecken agieren und alles verwüsten und zerstören, was ihnen auf ihren Wegen begegnet. Bei Darkness Within geht es um Flynns Liebe zur Musik und die Bedeutung, die die Musik in seinem Leben spielt.
In Who We Are werden die Lebensumstände in den Vereinigten Staaten kritisiert. In einem Interview erklärte Flynn, dass er, wenn er dort fernsieht oder Zeitung lese, immer das Gefühl habe, dass es sich nicht um das Amerika handle, in dem er lebe. Bei den singenden Kindern handelt es sich um die beiden Söhne Robb Flynns, dem Sohn Phil Demmels und den Kindern des Tontechnikers Juan Urtega.

„Als ich den Text des Refrains schrieb, fragte ich mich, wie sich ein Kind fühlen würde, wenn es wüsste, was es hier auf der Erde eines Tages übernehmen wird.“

Juan Urteaga erklärte in einem Interview, dass die Musiker und er versuchten, die Unschuld und Rauheit des Refrains von Pink Floyds Lied Another Brick in the Wall zu erreichen.

## Rezeption

### Rezensionen
Das deutsche Magazin Metal Hammer kürte Unto the Locust zum Album des Monats. Matthias Weckmann schrieb in seiner Rezension, dass das Album „größer [sei] als die Erwartungshaltungen“, und dass man „klassisch inspirierten Metal anno 2011 nicht wuchtiger inszenieren kann“. Ferner prophezeite er, das Album würde in die meisten „Bestenlisten 2011“ aufgenommen werden, und gab ihm die Höchstnote 7. Conny Schiffbauer vom Magazin Rock Hard lobte, dass sich die Band „so vielschichtig und experimentell wie nie zuvor präsentiert, ohne den Bezug zu ihren Thrash-Basis zu verlieren“. „Kompositorische Innovation und Tradition“ würden sich „die Waage halten“. Schiffbauer bewertete Unto the Locust mit neun von zehn Punkten. Peter Mildner vom Online-Magazin metal.de bescheinigte der Band „ein todsicheres Gespür für Melodien, deren einzige Hürde darin besteht, dass man erst nach ein paar Durchläufen vor den Boxen auf die Knie sinkt und ob einer sich gerade offenbarenden Erleuchtung Danksagungen gen Himmel schießt“. Er vergab neun von zehn Punkten. Laut Kai Eschrich vom Online-Magazin undergrounded.de „erfülle das Album nicht nur alle Erwartungen, es übertreffe sie sogar“. Er vergab 9,5 von zehn Punkten.

### Auszeichnungen
Die Redaktion des deutschen Magazins Metal Hammer wählte Unto the Locust zum Album des Jahres. Beim Leserpoll des Metal Hammer belegten Machine Head Platz eins in den Kategorien Bestes Album 2011, Bester Song 2011 und Beste Künstler 2011. Die Leser des deutschen Magazins Rock Hard wählten das Album ebenfalls zum Album des Jahres. Bei den Loudwire Music Awards wurde Darkness Within als bestes Metal-Video des Jahres ausgezeichnet.

## Chartplatzierungen
Unto the Locust stieg auf Platz fünf der deutschen Albumcharts ein. Dies war der bis dato höchste Charteinstieg in der Bandgeschichte. In Österreich erreichte das Album Platz sechs und in Finnland den achten Platz. Platz zehn belegte Unto the Locust in Australien und der Schweiz. Damit erreichte das Album weltweit fünf Platzierungen unter den ersten zehn. In den US-amerikanischen Albumcharts belegte das Album Rang 22 und wurde dort in der ersten Verkaufswoche über 17.000 Mal verkauft. Zum dritten Mal in Folge konnte die Band die Anzahl der verkauften Einheiten in den USA um 20 Prozent steigern.